# El Chaltén
El Chaltén ist eine Siedlung im Zentrum des argentinischen Teils von Patagonien, Departamento Lago Argentino in der Provinz Santa Cruz und der führende Wanderort des Landes. Die chilenischen Grenze am nördlichen Rande des Nationalparks Los Glaciares ist nicht weit entfernt. Gegründet am 12. Oktober 1985, gehört es zu den jüngsten Ortschaften Argentiniens.

## Geografie und Verkehr
Die argentinische Regierung trieb die Gründung maßgeblich voran, um seine Souveränität über das Gebiet gegenüber Chile zu untermauern. Dies birgt das Risiko von Spannungen, da beide Länder vertraglich festsetzten, seine staatliche Zugehörigkeit offen zu lassen. Die Provinz Santa Cruz zeigt im Zuge dieses Anspruches in ihrem Wappen auch den Fitz Roy.
Von El Chaltén aus sind es 87 km in Richtung Osten über die autotauglich ausgebaute Provinzstraße Nr. 23 zur RN 40. Richtung Norden führt sie als Schotterpiste zum 37 km entfernten Lago del Desierto, was geländegängige Fahrzeuge voraussetzt. Regelbusse verkehren vorwiegend nach El Calafate.

## Klima
In El Chaltén herrscht ein ozeanisch beeinflusstes Klima. Verbunden mit der Lage am Ostrand der Anden hat es reichlich Niederschlag mit rund 5.000 mm jährlich. Hinzu kommt ein sehr windiges Klima mit vielen Stürmen und wenigen Sonnenstunden.

## Wirtschaft
Die ausgedehnten Trekking-, Kletter- und Bergsteiggebiete nahe dem Fitz Roy verschafften der Gemeinde einen starken wirtschaftlichen Aufschwung. Die Ausrichtung des Ortes ist nachhaltig, die wirtschaftliche Lage dank zahlungskräftiger Kundschaft aus dem Ausland gut. 90 % der Einkommen stammen aus dem Tourismus, der verbleibende Anteil sind Eigenverdienste, zum Beispiel aus der Landwirtschaft.

## Sport
El Chaltén bietet den unmittelbaren Zugang zu den Bergmassiven des Cerro Torre und des Fitz Roy. Letzterer heißt in der Sprache der Ureinwohner, der Tehuelche-Indianer, El Chaltén. Das bedeutet in ihrer Sprache Rauchender Berg, obwohl der Fitz Roy kein Vulkan ist. Die Bezeichnung leitet sich von den oft an der Spitze des Berges sichtbaren Wolken ab.
El Chaltén ist bekannt für Trekking (Wandern). Es werden zahlreiche Trekkingtouren angeboten. Die Touren gehen meistens durch bekannte Nationalparks wie zum Beispiel Los Glaciares oder Torres del Paine. Der Schnee ist durch die Kälte meist pulvrig, daher auch die optimalen Bedingungen für Skiläufer und Snowboarder. Auch viele Freerider fanden den Weg nach El Chaltén.

## Fotos

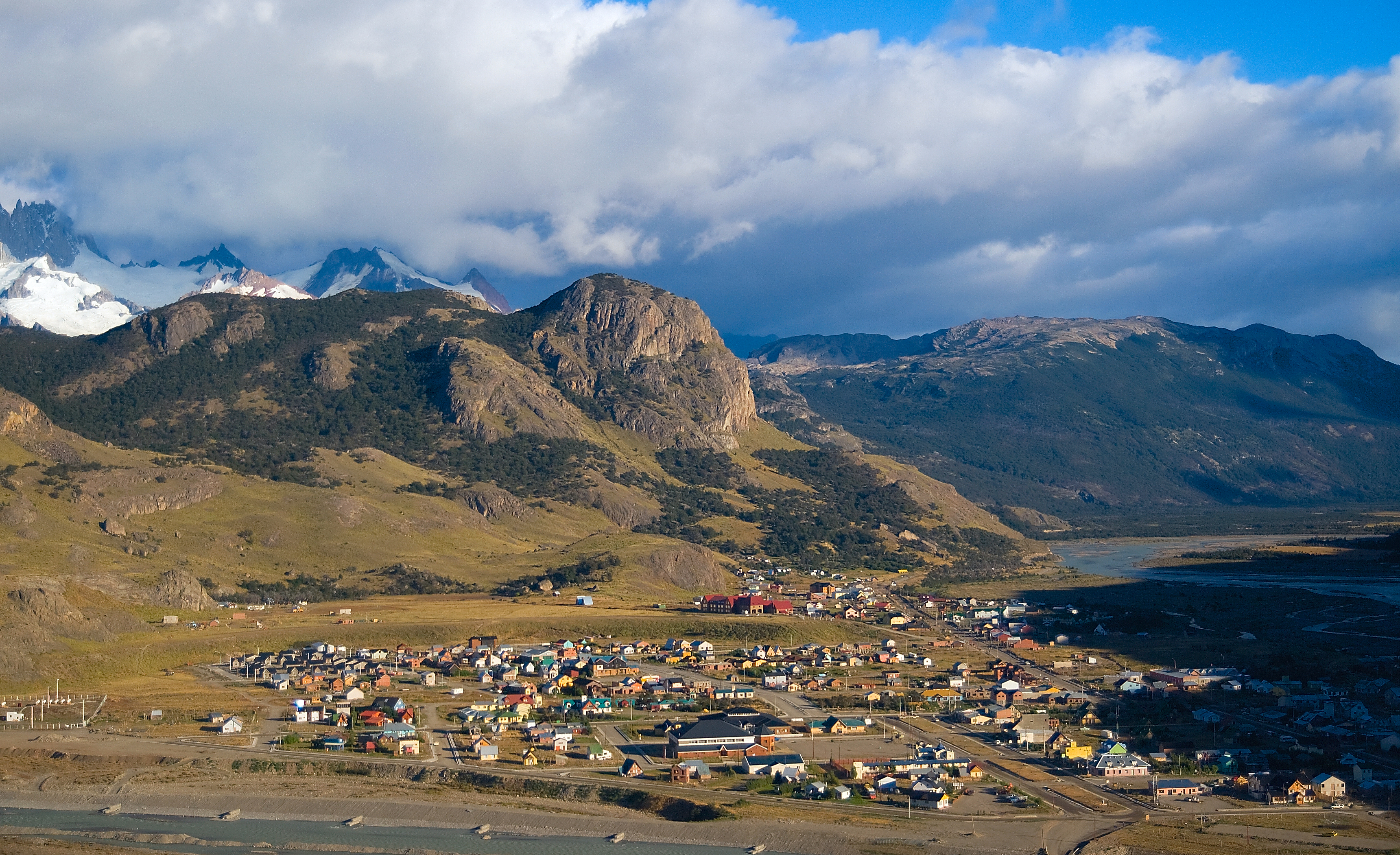
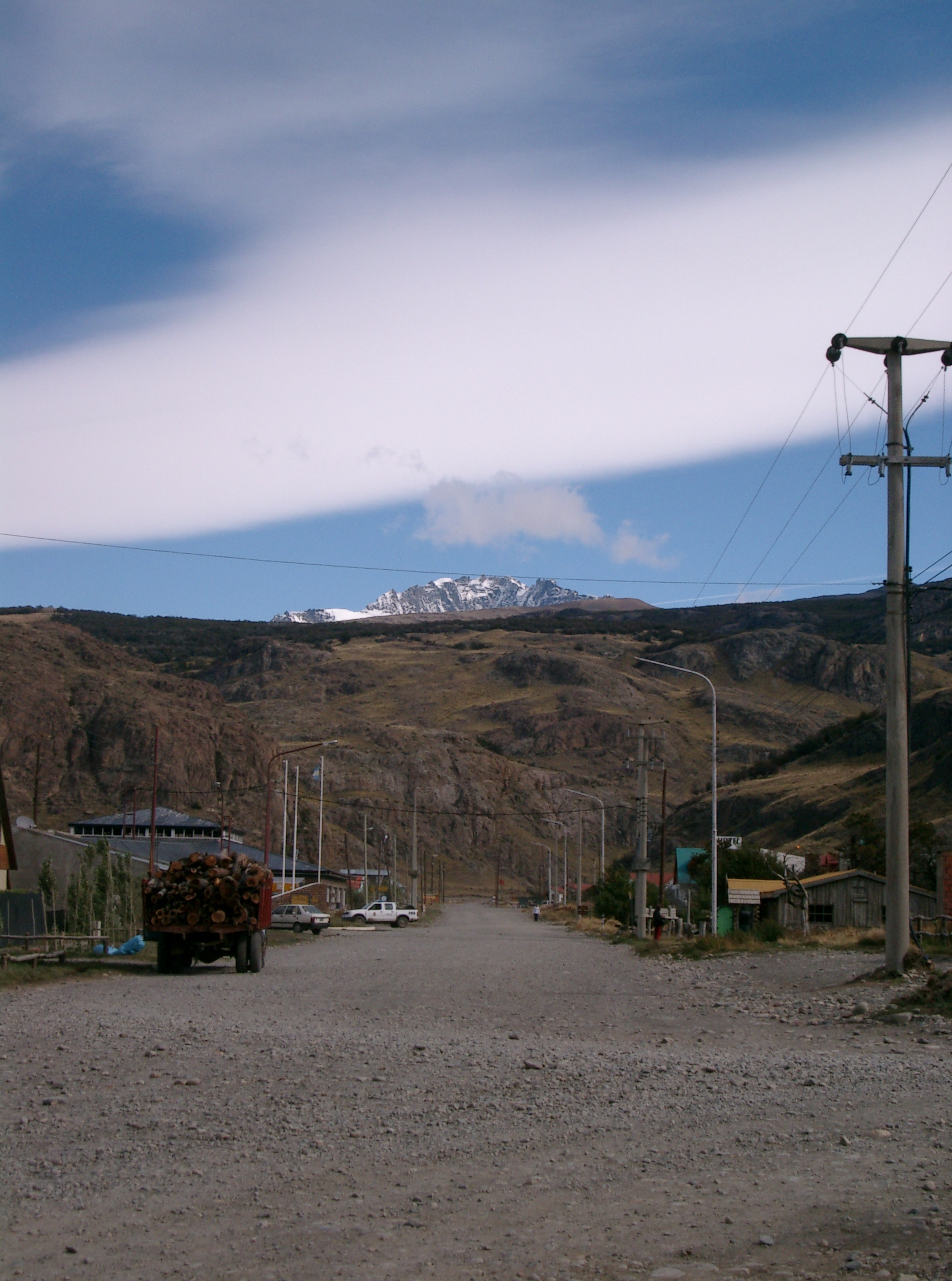
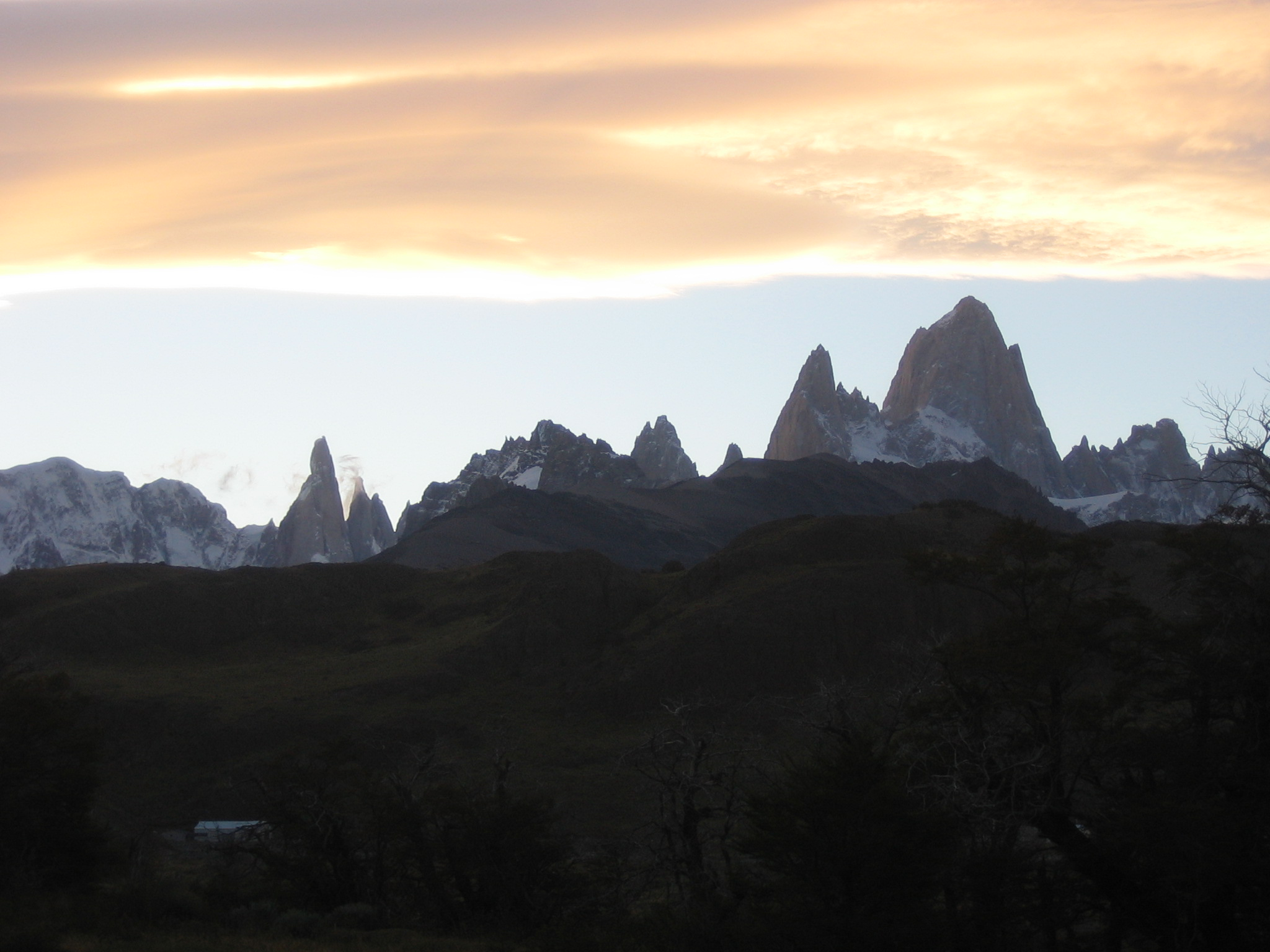
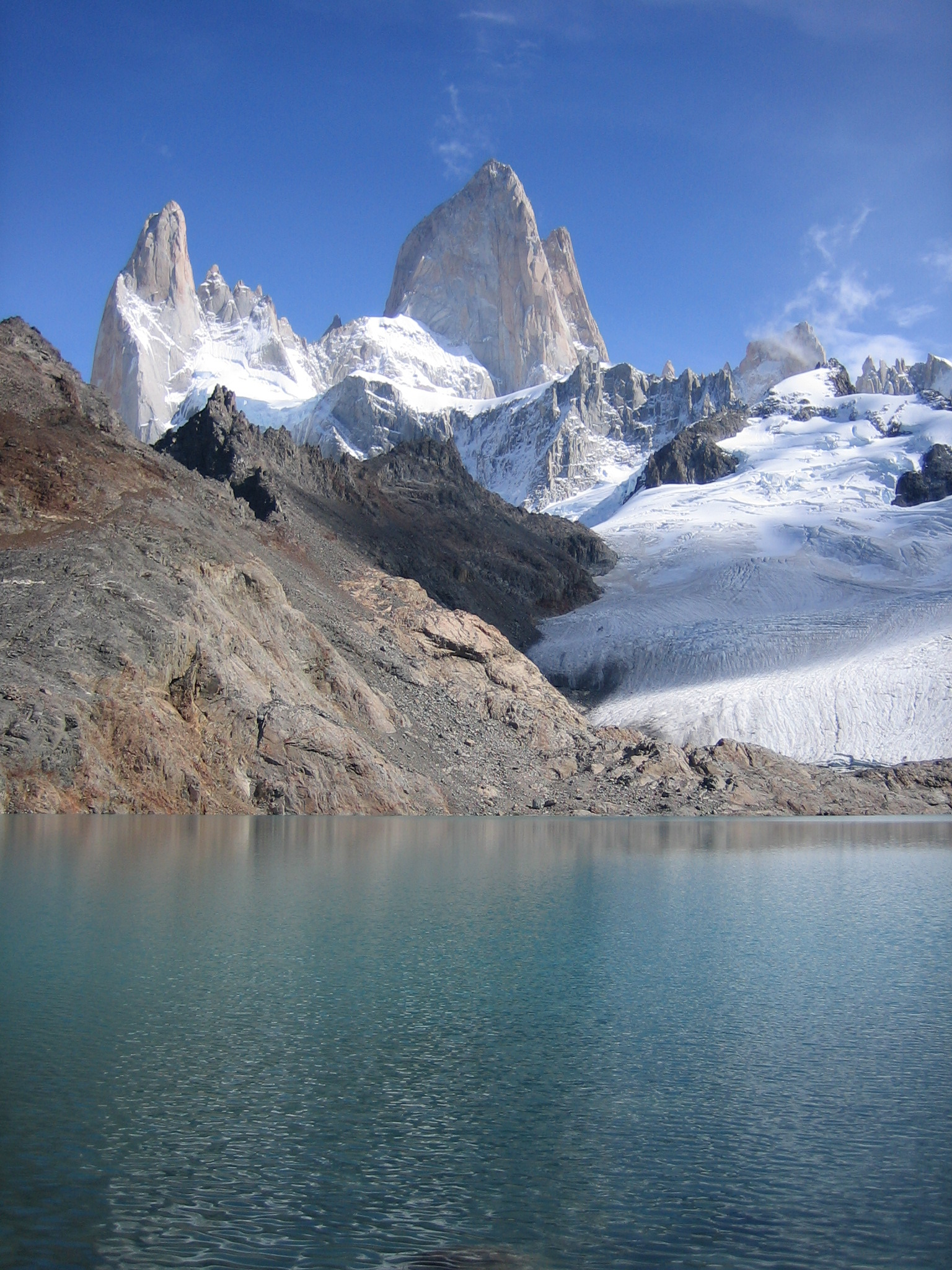
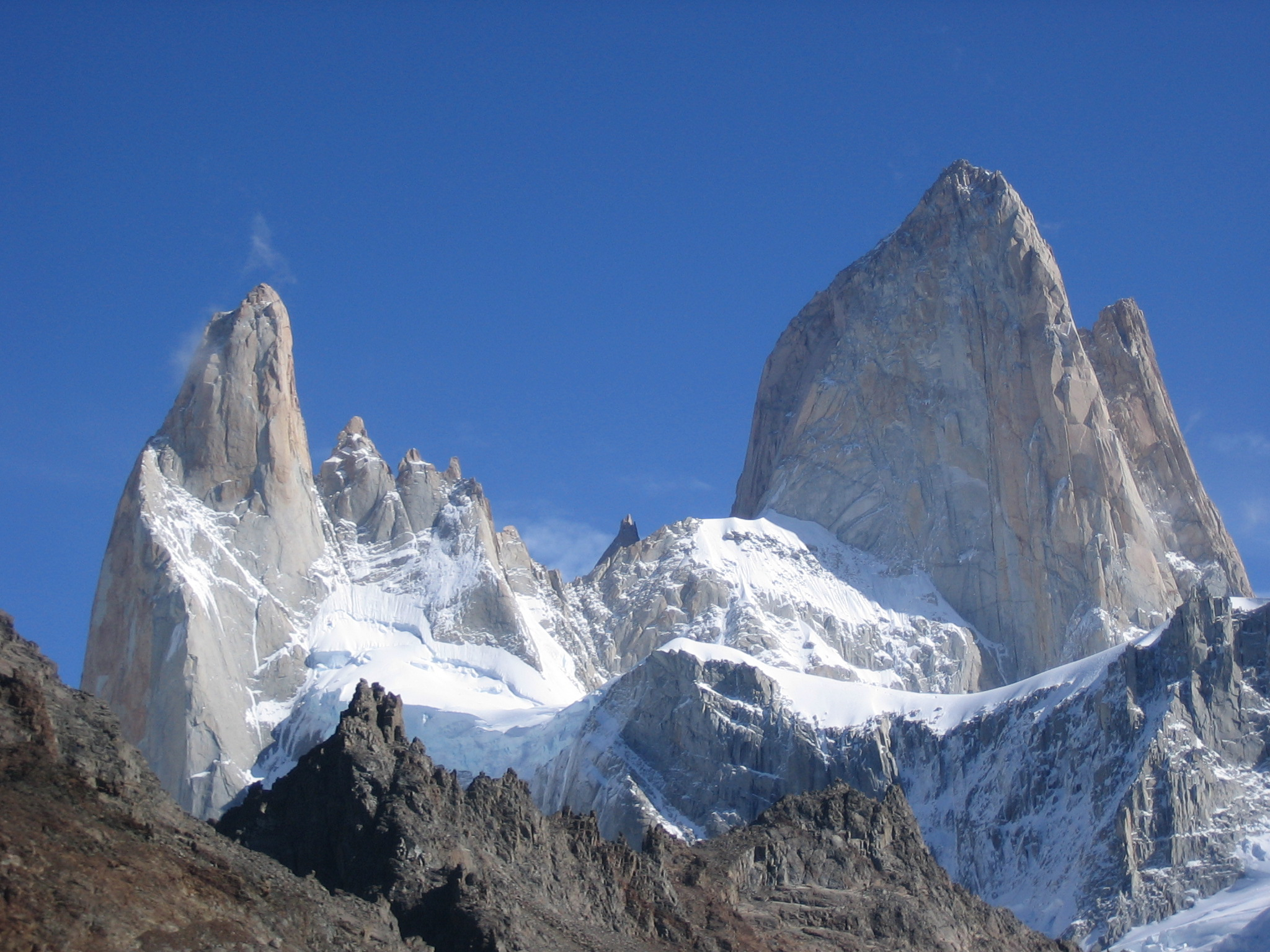